# Кравцов, Георгий Константинович
Георгий Константинович Кравцов (18 февраля 1925, Снагость, СССР — 4 декабря 2017, Санкт-Петербург, Россия) — командир расчёта миномётной роты 838-го стрелкового полка 237-й стрелковой дивизии 4-го Украинского фронта, старший сержант. Полный кавалер ордена Славы.

## Биография
Георгий Кравцов родился в деревне Снагость (ныне — Кореневского района Курской области) в крестьянской семье. Русский. Окончил 8 классов. Работал в колхозе.
В Красной Армии и в боях Великой Отечественной войны с марта 1943 года. Воевал на Воронежском 1-м и 4-м Украинских фронтах. В 1944 году вступил в ВКП/КПСС. В апреле 1944 года был тяжело ранен, после госпиталя вернулся на фронт. К июлю 1944 года старший сержант Кравцов командовал минометным расчетом 838-го стрелкового полка 237-й стрелковой дивизии.
16 сентября 1944 года в бою за населённый пункт Орелец, Дрогобычской области Украины, старший сержант Кравцов из миномёта подавил две огневые точки противника и уничтожил семь пехотинцев. 30 сентября в бою за высоту юго-восточнее польского города Леско участвовал в отражении контратаки противника и миномётным огнём заставил контратакующих гитлеровцев залечь, а потом и отойти. В этом бою было уничтожено свыше десятка гитлеровских солдат.
Приказом по частям 237-й стрелковой дивизии от 15 октября 1944 года старший сержант Кравцов Георгий Константинович награждён орденом Славы 3-й степени.
20 ноября 1944 года, при освобождении села Галоч, расположенного в 13-и километрах юго-западнее города Ужгород, сержант Кравцов поддерживая наступающие стрелковые подразделения, накрыл три огневые точки противника, две повозки с боеприпасами и до десяти гитлеровцев. 30 ноября в бою на правом берегу реки Бодрог, расположенном в 40 километрах юго-восточнее польского города Требишев, при отражении контратаки противника старший сержант Кравцов точным огнём из миномета накрыл цепи наступающих венгров, поразил несколько вражеских солдат. Приказом по войскам 18-й армии от 4 января 1945 года сержант Кравцов Георгий Константинович награждён орденом Славы 2-й степени.
10 февраля 1945 года в бою севернее польского города Бельско-Бяла старший сержант Кравцов вместе с расчётом подавил шесть огневых точек и уничтожил свыше отделения пехоты. 13 февраля в районе польского населённого пункта Веграбовице поразил около десяти гитлеровцев, а остальных вынудил отступить.
Указом Президиума Верховного Совета СССР от 29 июня 1945 года за образцовое выполнение заданий командования в боях с немецко-фашистскими захватчиками старший сержант Кравцов Георгий Константинович награждён орденом Славы 1-й степени, став полным кавалером ордена Славы.
24 июня 1945 года старший сержант Кравцов Г. К. в составе сводной колонны 4-го Украинского фронта участвовал в историческом Параде Победы на Красной Площади в Москве.
После войны продолжил службу в Советской Армии. В 1951 году окончил Горьковское военно-политическое училище имени М. В. Фрунзе, в 1956 году — 10 классов при воинской части. Только в 1967 году узнал, что стал полным кавалером ордена Славы, тогда же ему вручили и ещё одну медаль «За отвагу».
С 1976 года подполковник Кравцов Г. К. — в запасе, затем в отставке. Работал заведующим музеем Михайловской артиллерийской академии. Участник Парада Победы в городе-герое Москве 9 мая 1995 года. Проживал в городе-герое Ленинграде — Санкт-Петербурге. По состоянию на ноябрь 2016 года являлся одним из двух ныне живущих полных кавалеров ордена Славы — участников Великой Отечественной войны, проживающих в Санкт-Петербурге (вместе с Владимиром Исаковичем Морозом).
Скончался 4 декабря 2017 года. Похоронен на Богословском кладбище Санкт-Петербурга.

## Награды
Награждён орденами Отечественной войны 1-й степени(1985), Славы 1-й, 2-й и 3-й степени, медалями, в том числе тремя медалями «За отвагу»(1943,1944,1944) и медалью «За боевые заслуги».